# Joseph Smith (Konsul)

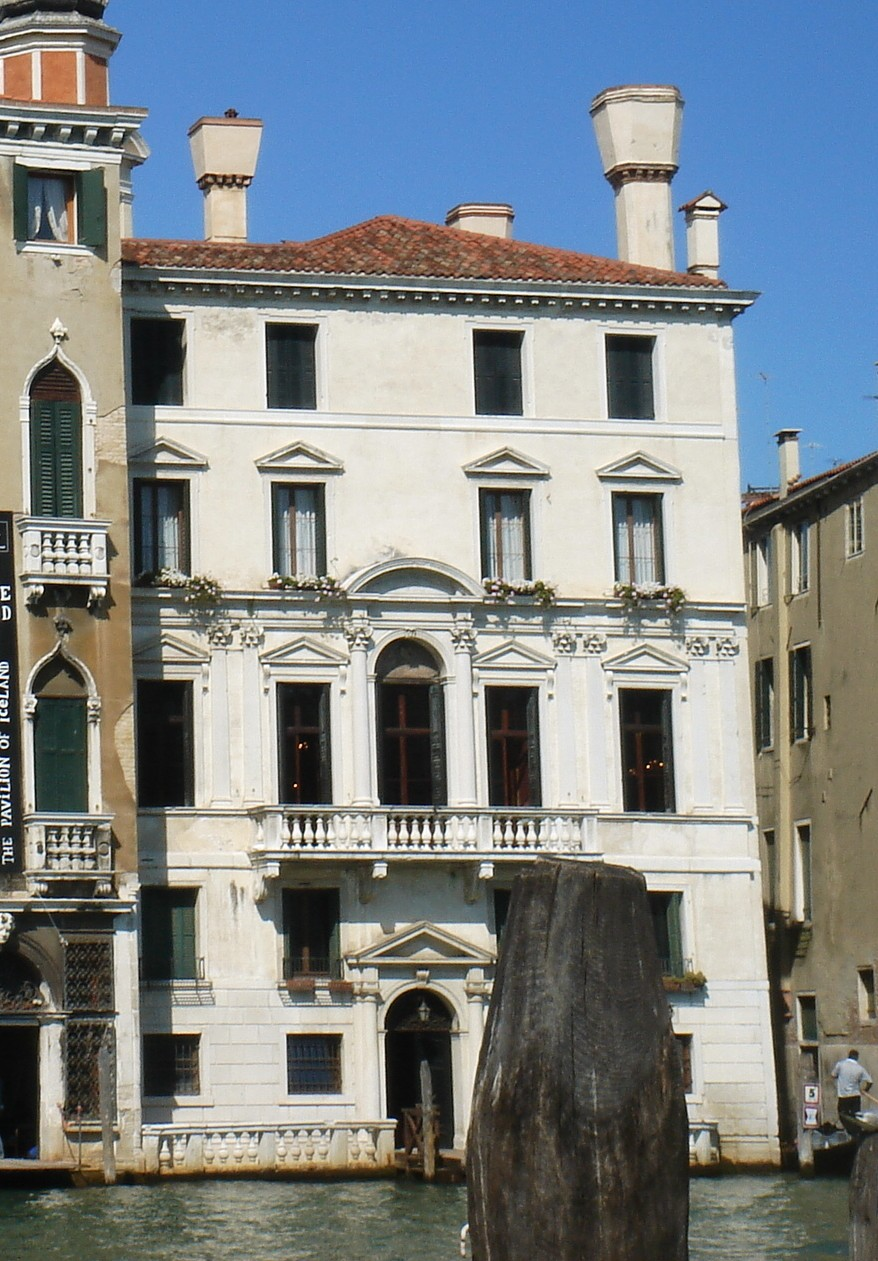
Palazzino Smith Mangilli Valmarana am Canal Grande

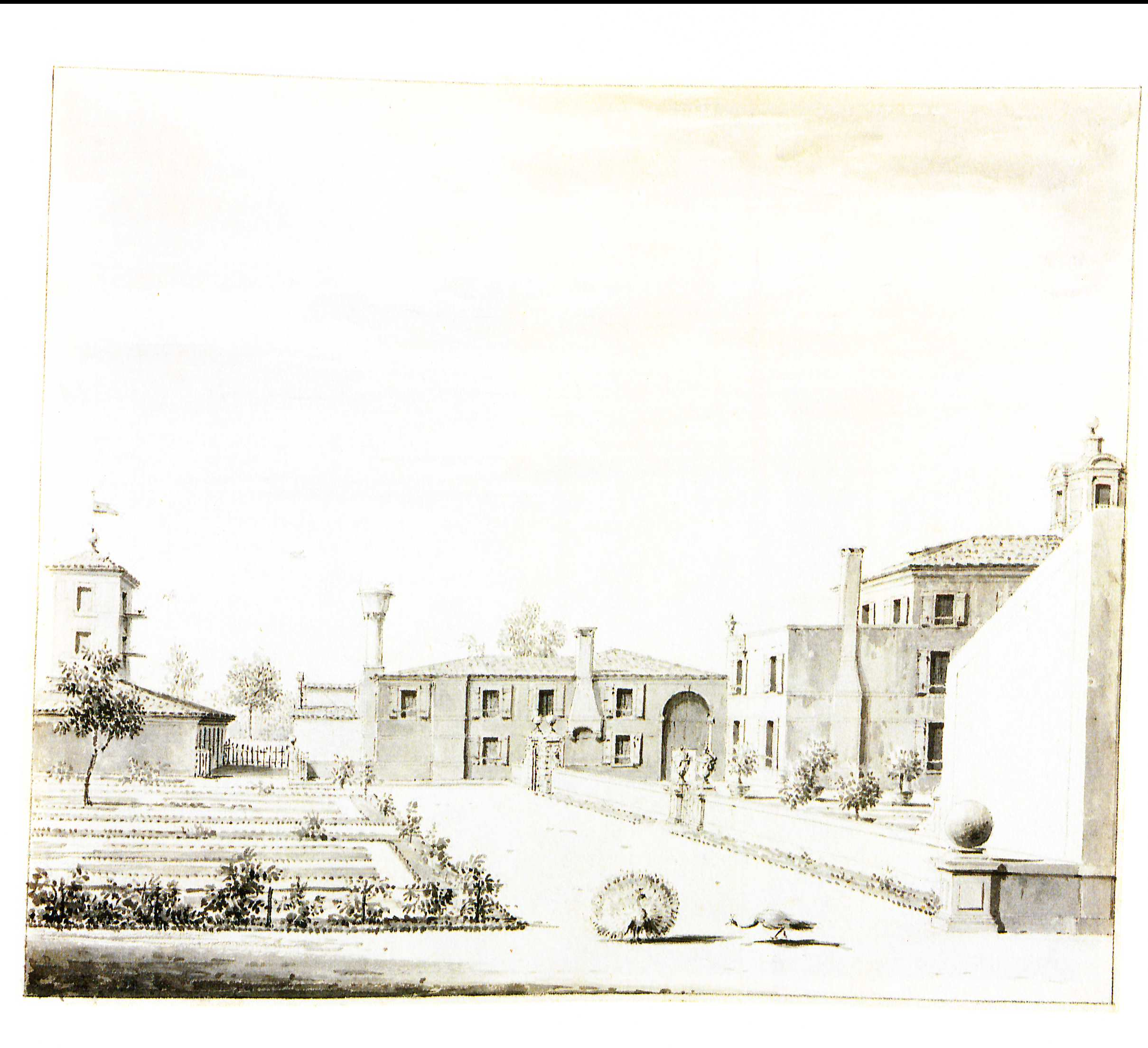
Smith’ Landhaus in Mogliano

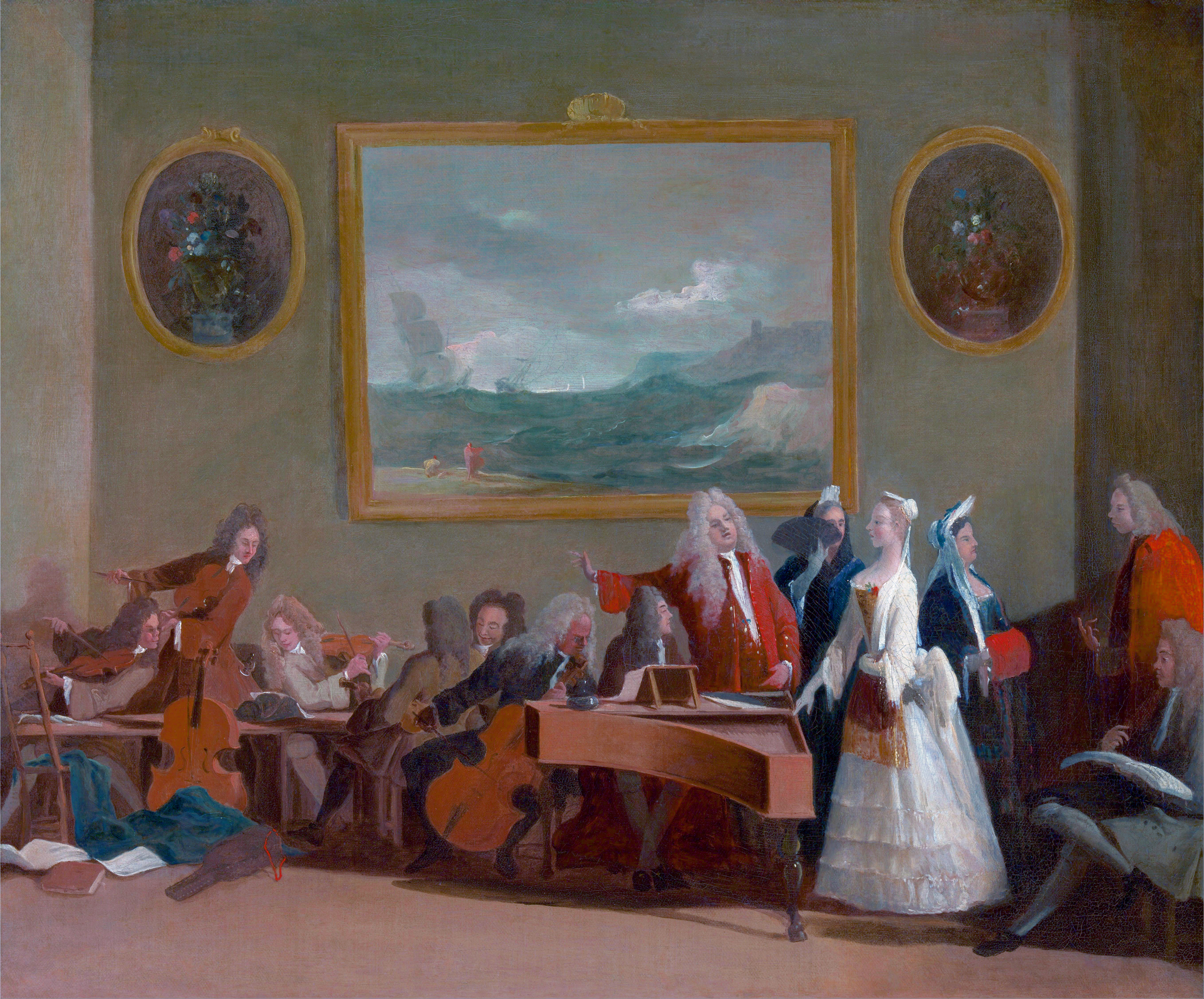
Smith’ spätere Ehefrau Catherine Tofts bei einer Opernprobe 1709 in London, Gemälde von Marco Ricci.

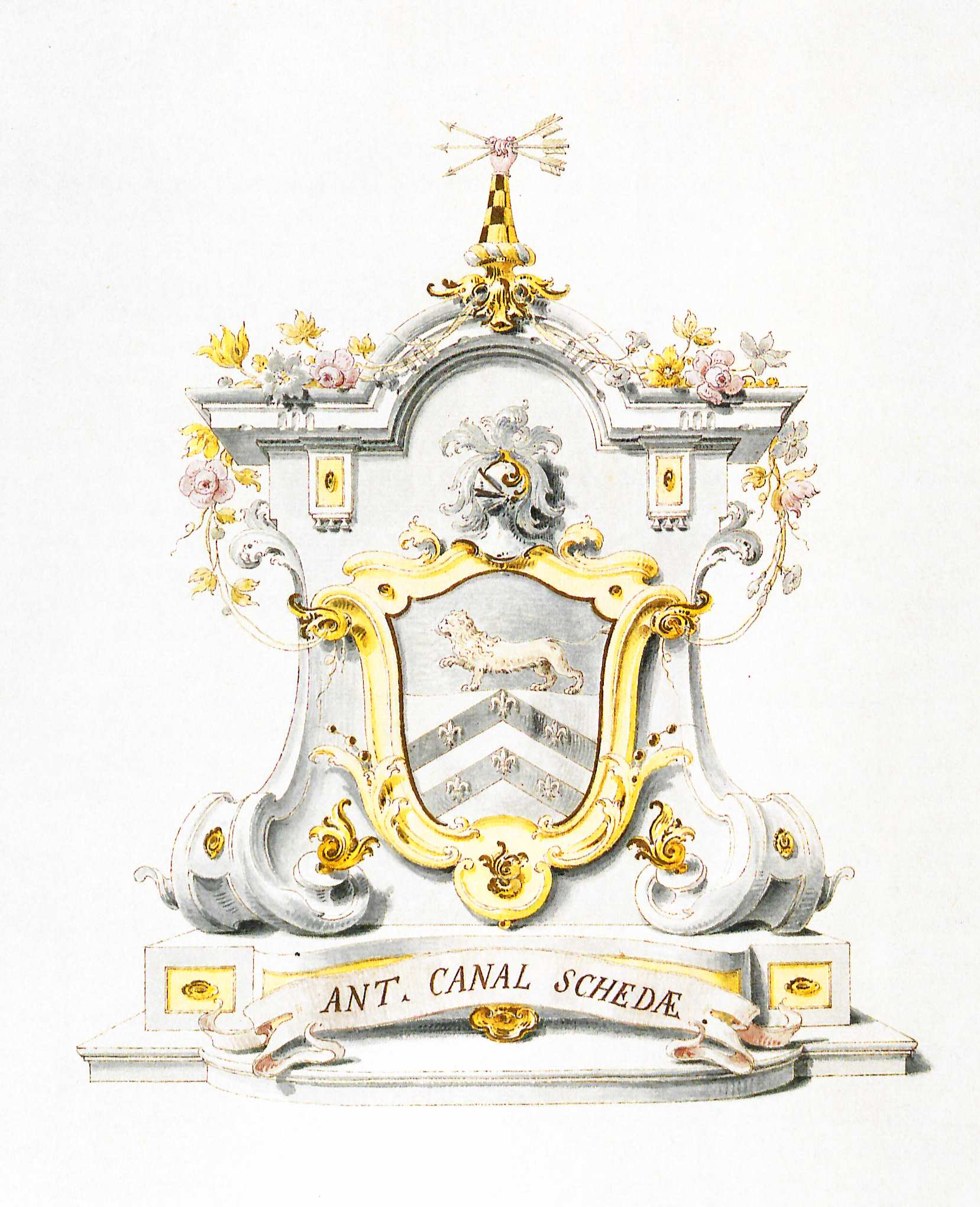
Smith ließ sich 1750 von Visenti ein heraldisches Wappen entwerfen

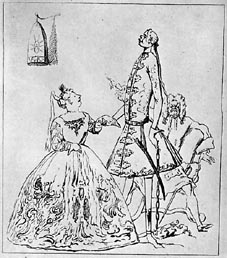
Smith’ Karikaturenband enthielt 220 Zeichnungen, 141 davon von Marco Ricci, er zeigt hier Francesca Cuzzoni, Farinelli und im Hintergrund Johann Jacob Heidegger. Kopie von Joseph Goupy (1729)

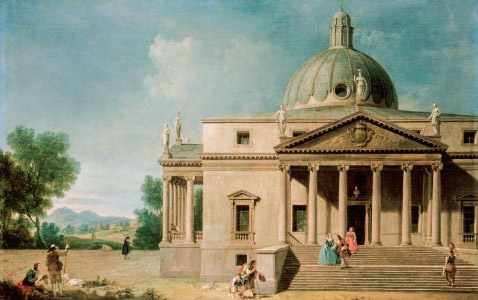
Capricco des Mereworth Castle von Antonio Visentini und Francesco Zuccarelli, Auftragswerk von Consul Smith 1742. (heute in der Royal Collection. Das Bild ist auf der rechten Seite beschnitten)

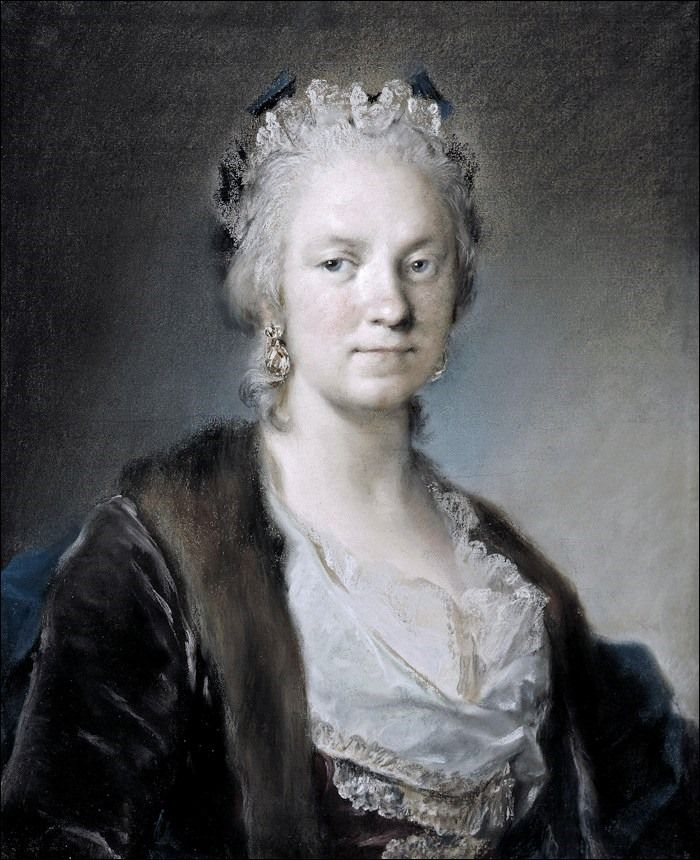
Rosalba Carriera schenkte Smith ihr Selbstporträt.

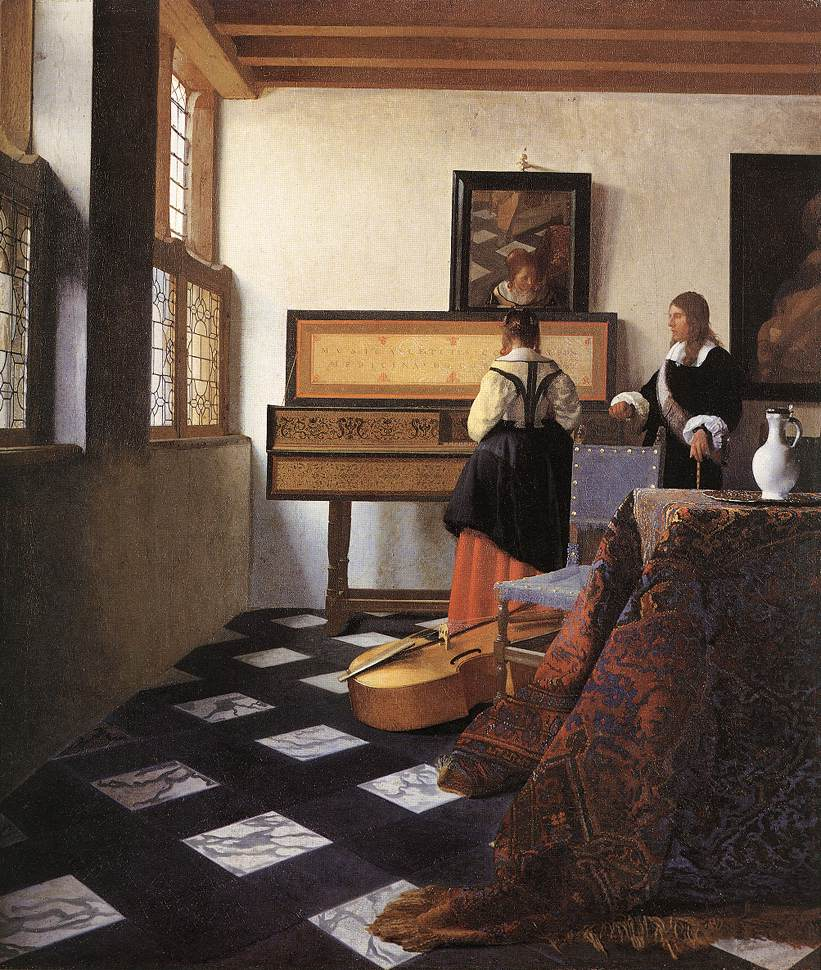
Jan Vermeers Bild Die Musikstunde war in Smith’ Besitz

Joseph Smith (geboren etwa 1674 (oder 1682) in England; gestorben 6. November 1770 in Venedig), Konsul in der Republik Venedig, war ein britischer Kaufmann, Kunstsammler, -kenner und -förderer in Venedig. Er ist auch unter Bezeichnung Consul Smith bekannt, obwohl er dazu nach jahrelangen Bemühungen seit 1716 und Vakanz des Amtes seit 1736 erst 1744 ernannt wurde. 1760 zog er sich aus diesem Amt wieder zurück. Neben Handels- und Versicherungsgeschäften gehörte ihm ein Verlag, der unter dem Namen des Druckers Giovanni Battista Pasquali firmierte, und die Buchhandlung Felicità delle Lettere am Campo S. Bartolomeo. Sein Hauptinteresse galt aber der Kunst. Er beriet britische Venedigbesucher und förderte u. a. den Maler, Kupferstecher und Architekten Antonio Visentini, die Malerin Rosalba Carriera, die Maler Sebastiano und Marco Ricci und vor allem Canaletto.
Mitte des 18. Jahrhunderts erlitt Smith erhebliche finanzielle Verluste infolge der Handelskrise im Zusammenhang mit dem österreichischen Erbfolgekrieg und dem Siebenjährigen Krieg. Seine Sammlung von Zeichnungen, Stichen, Gemälden, Gemmen und Münzen wurde vom britischen König Georg III. gekauft und bildet heute noch den Grundstock der Royal Collection im „Print Room“ in Windsor Castle. Teile dieser Sammlung gingen durch Verfügung König Georg IV. an das British Museum.

## Leben
Über Smith Herkunft und Jugend ist wenig bekannt. Besonders bemerkenswert ist, dass von ihm weder ein Porträt noch eine Karikatur überliefert ist und sich auch in der zeitgenössischen Literatur kein Hinweis darauf findet, obwohl er in Venedig ständig mit Malern verkehrte, denen er Aufträge gab und denen er Aufträge vermittelte.
Smith besuchte in London die Westminster School und ging 1700 nach Venedig in das Bank- und Handelshaus des Thomas Williams, wurde sein Teilhaber und übernahm von ihm mit dessen Bruder Samuel Williams im Jahr 1711 das Geschäft. Von nun an war er mindestens wohlhabend, wenn nicht reich. Horace Walpole beneidete und verspottete ihn als Merchant of Venice, aber Smith konnte alle geschäftlichen Krisen meistern, insbesondere die durch den Spanischen Erbfolgekrieg ausgelöste Depression, wenn auch mit Mühe und nur durch den Verkauf seiner Sammlung.
Smith war nun eine gute „Partie“. Vermutlich 1717 heiratete er die Londoner Primadonna und Sopranistin Catherine Tofts (ca. 1685–1755), die ihrerseits recht vermögend war und seit 1711 in Venedig weilte. Der 1721 geborene Sohn John starb bereits 1727, sein Grabstein befindet sich in der Chiesa dei Santi Apostoli. Nach Catherine Smith’ Tod heiratete Consul Smith 1757 im Alter von gut achtzig Jahren die vierzig Jahre jüngere Elizabeth Murray, Schwester des britischen Botschafters in Venedig. Nach seinem Tod verließ sie 1778 Venedig und starb 1788 in Bath.

## Smith als Kunstförderer
Ab 1720 tauchte sein Name in der venezianischen Kunstszene auf. Er ließ durch Giovanni Battista Pasquali einen Buchverlag betreiben, der auch mit verbotenen Büchern, zum Beispiel von Voltaire, handelte. Pasquali erhielt von ihm die Anweisung, Liebhaberdrucke in kleinster Auflage auszuführen. So sei die von ihm beauftragte Reproduktion von Boccaccios Decamerone der seltenen Ausgabe von 1527 zum Verwechseln ähnlich. 1768 ließ er Andrea Palladios „Quattro libri dell’ architettura“ von 1570 nachdrucken. Smith selbst war an der Übersetzung der sechsten Auflage von 1741 der Cyclopaedia des Ephraim Chambers ins Italienische beteiligt, mit den Illustrationen für dieses „Dizionario Universale Delle Arti e Delle Scienze, …“ wurde Antonio Visentini beauftragt. Das Werk kam 1748/1749 in neun Bänden bei Pasquali heraus. Pasqualis Verlagsmotto war „Litterarum felicitas“.
Smith bewirkte, dass die britische Aristokratie sich für die Vedutenmalerei begeisterte. Er war zwischen 1729 und 1735 der Agent von Canaletto und beauftragte Antonio Visentini mit den Stichen nach Bildern von Canaletto. Smith’ Bruder John sorgte in London für die Weitergabe der Bestellungen aus Venedig. Schließlich ging Canaletto 1746 mit Hilfe der Smith-Brüder für mehrere Jahre nach London und gewann dort den Duke of Richmond als Mäzen. Rosalba Carriera erhielt von Smith zwischen 1723 und 1728 mehrere nachweisbare Aufträge, sie überließ ihm ein Selbstporträt, das heute in der Royal Collection hängt. Smith sammelte Bilder und Stiche von Sebastiano Ricci und Marco Ricci.
Smith war der Theateragent Farinellis bei dessen mehrfachen Auftritten in Venedig zwischen 1725 und 1734. Um Farinelli zu hören und ihn für die mit Johann Jacob Heidegger geplante „zweite Opernakademie“ in London zu engagieren, war Georg Friedrich Händel zum Karneval 1729 nach Venedig gekommen, „Bankier Smith“ diente als seine italienische Postadresse.
Seine erste Büchersammlung verkaufte Smith 1720 an Lord Sunderland, der sie für die Bibliothek im Blenheim Palace erwarb, diese Sammlung wurde im 19. Jahrhundert zerstreut. Im Jahr 1762 verkaufte Smith seine Sammlung von Büchern, Handschriften, Gemmen, Kameen, Münzen, Stichen, Zeichnungen und Gemälden, darunter viele Werke von Canaletto, an den jungen George III für £20,000. Die Bücher bildeten den Kernbestand der King’s Library im British Museum, die Royal Collection erhielt die anderen Schätze.
Bei seinem Tod hinterließ er eine erneut aufgebaute große Sammlung von Büchern und Bildern, ferner eine Stradivari-Geige von 1694, ein Cembalo von Burkat Shudi und ein Konvolut mit Notenhandschriften von Johann Sebastian Bach, was alles zwischen dem 22. April 1776 und dem 9. April 1789 bei Christie’s versteigert wurde.

„Platzmangel verbietet die Aufzählung aller berühmten Bücher, die Smith besessen hat.“

## Consul Smith
Nachdem sich Smith 1716 bereits vergeblich um das Ehrenamt bemüht hatte und auch um das des britischen Gesandten in Venedig, wurde am 24. März 1744 Smith’ Ernennung zum Britischen Konsul in der London Gazette bekannt gegeben, und er war dies bis zur Thronbesteigung von George III im Jahr 1760.
Standesgemäß kaufte er am 20. April 1740 den Palazzino am Canal Grande, den er seit 1709 gemietet hatte. Visentini erhielt 1743 den Auftrag, die Fassade des Gebäudes im Stile Palladios umzugestalten, was sich bis 1750 hinzog. Smith’ Villa in den Terraferma, die er seit 1726/27 gemietet und 1731 gekauft hatte, stand eine Halbtagesreise entfernt Richtung Treviso an der via Terraglio im Ort Mogliano Veneto. Er musste sie 1770 wegen erneuter finanzieller Schwierigkeiten an den spanischen Botschafter in Venedig verkaufen. Sie ist nicht erhalten.
Carlo Goldoni schrieb für den Karneval 1754 das Stück Il filosofo inglese mit der Hauptperson eines „Jacobbe Monduill“ und widmete es Smith: „All'illustrissimo Signor Giuseppe Smith Console per la nazione Britannica in Venezia“.

## Goethe 1786
„Endlich habe ich die Werke des Palladio erlangt, zwar nicht die Originalausgabe, die ich in Vicenza gesehen, deren Tafeln in Holz geschnitten sind, aber eine genaue Kopie, ja ein Faksimile in Kupfer, veranstaltet durch einen vortrefflichen Mann, den ehemaligen englischen Konsul Smith in Venedig. Das muß man den Engländern lassen, daß sie von lange her das Gute zu schätzen wußten, und daß sie eine grandiose Art haben, es zu verbreiten.“

Catherines und Josephs Grab war auf dem akatholischen Friedhof auf dem Lido. Johann Wolfgang von Goethe suchte es auf seiner Italienischen Reise.

„Ich fand das Grab des edlen Konsul Smith und seiner ersten Frauen; ich bin ihm mein Exemplar des Palladio schuldig und dankte ihm auf seinem ungeweihten Grabe dafür. Und nicht allein ungeweiht, sondern halbverschüttet ist das Grab. Das Lido ist immer nur wie eine Düne anzusehen; der Sand wird dorthin geführt, vom Winde hin und her getrieben, aufgehäuft, überall angedrängt. In weniger Zeit wird man das ziemlich erhöhte Monument kaum wiederfinden können.“

Der Grabstein befindet sich heute in der anglikanischen Kirche St. Georg am Campo San Vio im venezianischen Dorsoduro.